# Melchiorre Cartoni
Melchiorre Cartoni (Roma, 1827 – Roma, 1890) è stato un patriota italiano, presente in molti dei principali eventi risorgimentali italiani, fino alla annessione di Roma come capitale d'Italia.

## Storia
Nato in una famiglia di artisti marmorari romani, nel 1848 si arruolò nella legione dei volontari per la prima guerra d'indipendenza italiana. Combatte a Vicenza sui colli Berici e fu ferito nella giornata del 10 giugno; l'anno seguente fu tra i difensori della Repubblica Romana sugli spalti del Gianicolo: durante la difesa del colle il suo nome fu citato all'ordine del giorno.
Caduta la Repubblica dal 1850 al 1862 fece a Roma attività d'agitatore e cospiratore, finendo carcerato nelle Carceri Nuove e di San Michele.
Il 15 agosto 1862, imputato di complotto contro lo Stato, fuggì rimanendo poi nascosto in casa di parenti fino alla notte del 4 settembre in cui, approfittando dello scatenarsi di un violento temporale, poté uscire da Roma e, raggiungere il confine a Fiano Romano ove su di un battello trovato alla riva traversò il Tevere in piena. Passato il confine si portò a Rieti, poi a Perugia e Cortona ove fu ospite del Marchese Gualtiero. Peregrinò per l'Italia prendendo contatto coi più ferventi patrioti, tornò a stabilirsi nell'Umbria risiedendo ora a Foligno ora a Terni, ora a Rieti; dal 1865 al 1870 risiedette quasi ininterrottamente a Poggio Moiano.
Ebbe dal Governo italiano incarichi importanti e di fiducia: presidente del comitato per l'emigrazione, organizzò le squadre dei volontari romani per la campagna del 1866. Membro del Comitato Nazionale Romano nel 1867 fu attivo organizzatore della spedizione garibaldina di Mentana.
Nel periodo di residenza a Poggio Moiano la sua casa fu sempre aperta per accogliere emigrati e perseguitati politici, che in essa trovarono sempre ospitalità.
Nel 1870, quando il Governo Italiano decise l'occupazione di Roma, egli fu col corpo di spedizione al campo e nei vari fatti d'armi; la mattina del 20 settembre rientrava nella città per la Breccia di Porta Pia.
Tornò poi all'antico studio da marmorario e il suo busto scolpito da Giuseppe Tonnini nel 1920 venne posto lungo la passeggiata del Gianicolo.